# Astragalus recognitus
Astragalus recognitus är en ärtväxtart som beskrevs av Fisch.. Astragalus recognitus ingår i släktet vedlar, och familjen ärtväxter. Inga underarter finns listade i Catalogue of Life.